# 영국 육군 편제
이 문서는 영국 육군의 지휘계통에 따른 부대 조직과 편제의 목록이다.

## 상급제대

### 고등사령부
- 육군본부(Army Headquarters): 2011년 11월 1일 군 조직 효율화 과정에서 새로 만들어진 고등사령부로, 총참모장이 이 본부를 통해 직접 군령권을 행사한다.[1][2] 소재지 햄프셔 주 앤도버.[3]
  - 총참모장(Chief of the General Staff; CGS): 육군 제복군인 최선임자.  4성장군이 보임.
    - 야전군사령관(Commander Field Army; CFA): 전력의 현상유지 및 만일의 사태에 대비. 3성장군이 보임.[4]
      - 제1사단(1st (United Kingdom) Division)
      - 제3사단(3rd (United Kingdom) Division)
      - 전력병무사령부(Force Troops Command; FTC)

    - 국내사령부사령관(Commander Home Command; CHC): 육군행정 일반 관련 조직 지휘. 3성장군이 보임.[4]
      - 육군인력센터(Army Personnel Centre; APC): 소재지 글래스고

### 사령부급
- 육상사령본부(HQ Land force) → 육군본부로 통합
과거 영국군에는 앨더숏 사령부, 동부사령부, 북부사령부, 스코틀랜드 사령부, 남부사령부, 서부사령부, 방공사령부, 중동 사령부 등 다양한 사령부가 있었으나 모두 점차적으로 폐지되고 야전군사령관이 지휘하는 육상사령본부로 통폐합되었다.
- 지원사령부
1995년부터 영국군은 기존의 사령부 군관구 체제를 폐지하고, 제2사단, 제4사단, 제5사단, 런던 군관구 등 사단급 부대가 각 지역 사령부로 기능하면서 지역군사령관(Commander Regional Forces; CRF)에게 직접 보고하는 체제를 만들었다. 스코틀랜드 군관구는 2000년 제2사단에 통폐합되었다. 각 사단은 하위 부대들을 훈련하고, 영국을 위해 필요한 활동을 수행했다. 그러다가 또  2011년 11월 1일 제2, 4, 5사단들이 지원사령부로 통폐합되었다.[5]
- 런던 군관구(London District): 각종 의장대가 소속되어 있다.
  - 버킹엄궁 배치 부대
    - 여왕근위대(Queen's Guards)

  - 윈저성 배치 부대:
    - 보병근위대(Foot Guards) 2개 대대
    - 전열보병대(Line Infantry) 1개 대대
    - 근위척탄병대 네이메헌 중대(Nijmegen Company, Grenadier Guards)
    - 콜드스트림 근위대 제7중대(No 7 Company, Coldstream Guards)
    - 스코트인 근위대 F중대(F Company, Scots Guards)

  - 근위기마대 건물 배치 부대:
    - 왕실기마기병연대(Household Cavalry Mounted Regiment; HCMR)

  - 런던시내 배치 부대:
    - 명예포병중대(Honourable Artillery Company; HAC)
    - 왕립기마포병대 국왕부대: HAC와 함께 런던 시내에서 축포를 쏘는 담당

### 군단급
군단을 2개 이상의 사단으로 이루어진, 총원 50,000 여명의 편제라고 정의한다면, 영국 육군에는 상비군단이 없다. 북대서양 조약기구 가맹국으로써 맡고 있는 역할에 따라 연합신속대응군단 같은 혼성부대에 인원을 내보내는 정도의 일만 하고 있다.  유럽 대륙에 주둔하던 마지막 영국 군단인 제1(영국)군단은 냉전 종식 직후 해산되었다.
현재 영국군에서 군단이라는 말은 실전보다는 행정 측면에서 사용되고 있다. 예컨대 왕립기갑군단, 육군항공군단처럼 동일한 특징을 갖는 연대들을 묶는 범주로 사용되거나, 왕립통신군단처럼 다양한 지원업무부대를 묶어 군단이라고 하기도 한다.
전투 부대
- 왕실기병대(Household Cavalry; HC)
  - 왕실기병연대(Household Cavalry Regiment; HCR): 수색대
  - 왕실기마기병연대(Household Cavalry Mounted Regiment; HCMR): 의장대

- 왕립기갑군단(Royal Armoured Corps; RAC)
  - 기갑연대
    - 국왕왕립검기병대(King's Royal Hussars; KRH)
    - 왕비왕립검기병대(Queen's Royal Hussars; QRH)
    - 왕립전차연대(Royal Tank Regiment; RTR)
    - 왕립 에식스 요먼대(The Royal Wessex Yeomanry; RWxY)

  - 기갑보병연대
    - 왕실기병연대(Household Cavalry Regiment; HCR)
    - 왕립근위용기병대(Royal Dragoon Guards; RDG)
    - 왕립창기병대(Royal Lancers; RL)

  - 경기병연대
    - 제1왕비근위용기병대(1st The Queen's Dragoon Guards; QDG)
    - 왕립 스코트 근위용기병대(Royal Scots Dragoon Guards; SCOTS DG)
    - 경용기병대(Light Dragoons; LD)
    - 왕립 요먼대(Royal Yeomanry; RY)
    - 여왕소유 요먼대(Queen's Own Yeomanry; QOY)
    - 스코틀랜드 북아일랜드 요먼대(Scottish and North Irish Yeomanry; SNIY)
- 영국 육군 보병대(Infantry of the British Army)
  - 근위사단(Guards Division)
  - 스코틀랜드 웨일스 아일랜드 사단(Scottish, Welsh and Irish Division)
  - 국왕사단(King's Division)
  - 왕비사단(Queen's Division)
- 영국 특수부대(United Kingdom Special Forces; UKSF)
  - 공수특전단(Special Air Service; SAS)
  - 특수부대지원단(Special Forces Support Group; SFSG)
  - 특수수색연대(Special Reconnaissance Regiment; SRR)

전투지원 부대
- 왕립포병대(Royal Artillery; RA)
  - 의장대
    - 왕립기마포병대 국왕부대(King's Troop, Royal Horse Artillery)

  - 방공
    - 왕립포병 제12연대(12 Regiment RA)
    - 왕립포병 제16연대(16 Regiment RA)
    - 왕립포병 제106(요먼대)연대(106 (Yeomanry) Regiment RA)

  - 방사포 근접지원
    - 왕립기마포병 제1연대(1st Regiment RHA)
    - 왕립포병 제19연대(19 Regiment RA)
    - 왕립포병 제26연대(26 Regiment RA)
    - 왕립포병 제101(노섬브리아)연대(101 (Northumbrian) Regiment RA)

  - 견인포 근접지원
    - 왕립기마포병 제7낙하산연대(7th Para Regiment RHA)
    - 왕립포병 제29특공연대(29 Cdo Regiment RA)
    - 왕립기마포병 제3연대(3rd Regiment RHA)
    - 왕립포병 제4연대(4 Regiment RA)
    - 왕립포병 제103(랭커셔 의용포병)연대(103 (Lancashire Artillery Volunteers) Regiment RA)
    - 왕립포병 제104연대(104 Regiment RA)
    - 왕립포병 제105연대(105 Regiment RA)

  - 감시 및 색적
    - 왕립포병 제5연대(5 Regiment RA)
    - 영예포병중대(Honourable Artillery Company; HAC)

  - 무인기 운용
    - 왕립포병 제32연대(32 Regiment RA)
    - 왕립포병 제47연대(47 Regiment RA)

  - 훈련
    - 왕립포병 제14연대(14 Regiment RA)

- 왕립공병대(Royal Engineers; RE)
  - 왕립군사공학학교(Royal School of Military Engineering; RSME)
    - 제1왕립군사공학학교연대(1 RSME Regiment): 건설공병 과정
    - 제3왕립군사공학학교연대(3 RSME Regiment): 전투공병 과정

  - 실전부대
    - 제21공병연대(21 Engineer Regiment)
    - 제22공병연대(22 Engineer Regiment)
    - 제23낙하산연대(23 Parachute Engineer Regiment)
    - 제24특공공병연대(24 Commando Engineer Regiment)
    - 제26공병연대(26 Engineer Regiment)
    - 제32공병연대(32 Engineer Regiment)
    - 제33공병연대(폭발물처리반)(33 Engineer Regiment (EOD))
    - 제35공병연대(35 Engineer Regiment)
    - 제36공병연대(36 Engineer Regiment)
    - 제39공병연대(39 Engineer Regiment)
    - 제42공병연대(지리)(42 Engineer Regiment (Geographic))

- 왕립통신군단(Royal Corps of Signals; RCS)
  - 제1통신연대(1st Signal Regiment)
  - 제3통신연대(2nd Signal Regiment)
  - 제3사단 통신연대(3rd (United Kingdom) Division Signal Regiment)
  - 제10통신연대(10th Signal Regiment)
  - 제11(왕립통신학교)통신연대(11th (Royal School of Signals) Signal Regiment)
  - 제14통신연대(전자전)(14th Signal Regiment (Electronic Warfare))
  - 제15통신연대(정보지원)(15th Signal Regiment (Information Support))
  - 제16통신연대(16th Signal Regiment)
  - 제18(특수부대)통신연대(18th (UKSF) Signal Regiment)
  - 제21통신연대(21st Signal Regiment)
  - 제22통신연대(22nd Signal Regiment)
  - 제30통신연대(30th Signal Regiment)

- 육군항공군단(Army Air Corps; AAC): 항공지원
  - 육군항공군단 제1연대(1 Regiment Army Air Corps)
  - 육군항공군단 제2연대(2 Regiment Army Air Corps)
  - 육군항공군단 제3연대(3 Regiment Army Air Corps)
  - 육군항공군단 제4연대(4 Regiment Army Air Corps)
  - 육군항공군단 제5연대(5 Regiment Army Air Corps)
  - 육군항공군단 제7(훈련)연대(7 (Training) Regiment Army Air Corps)
  - 육군항공군단 제657비행대(No. 657 Squadron AAC): 주둔지 RAF 오디엄
  - 육군항공군단 제658비행대(No. 658 Squadron AAC): 주둔지 스트링라인스
  - 육군항공군단 제7편대(No. 7 Flight AAC|7 Flight): 주둔지 브루나이
  - 육군항공군단 제25편대(No. 25 Flight AAC): 주둔지 AAC 미들월럽

- 정보군단(Intelligence Corps; IC)
  - 제1군사정보대대(1 Military Intelligence Battalion)
  - 제2군사정보대대(2 Military Intelligence Battalion)
  - 제4군사정보대대(4 Military Intelligence Battalion)
  - 제15(영국)심리작전단(15 (UK) Psychological Operations Group)

전투활동지원 부대
- 왕립병참군단(Royal Logistic Corps; RLC)
  - 왕립병참군단 제1근접지원병참연대(1 Close Support Logistic Regiment RLC)
  - 왕립병참군단 제3근접지원병참연대(3 Close Support Logistic Regiment RLC)
  - 왕립병참군단 제4근접지원병참연대(4 Close Support Logistic Regiment RLC)
  - 왕립병참군단 제6전력병참연대(6 Force Logistic Regiment RLC)
  - 왕립병참군단 제7전력병참연대(7 Force Logistic Regiment RLC)
  - 왕립병참군단 제9전구병참연대(9 Theatre Logistic Regiment RLC)
  - 왕립병참군단 제10여왕소유 구르카 병참연대(10 Queen's Own Gurkha Logistic Regiment RLC)
  - 왕립병참군단 제11폭발물처리연대(11 Explosive Ordnance Disposal Regiment RLC)
  - 왕립병참군단 제13공중강습지원연대(13 Air Assault Support Regiment RLC)
  - 왕립병참군단 제17항만해사연대(17 Port and Maritime Regiment RLC)
  - 왕립병참군단 제25훈륜지원연대(25 Training Support Regiment RLC)
  - 왕립병참군단 제27전구병참연대(27 Theatre Logistic Regiment RLC)
  - 왕립병참군단 제29전달이동연대(29 Postal Courier & Movement Regiment RLC)
- 왕립전자기계공병군단(Corps of Royal Electrical and Mechanical Engineers; REME)
  - 왕립전자기계공병대 제1근접지원대대(1 Close Support Battalion REME)
  - 왕립전자기계공병대 제2근접지원대대(2 Close Support Battalion REME)
  - 왕립전자기계공병대 제3근접지원대대(3 Close Support Battalion REME)
  - 왕립전자기계공병대 제4근접지원대대(4 Close Support Battalion REME)
  - 왕립전자기계공병대 제5근접지원대대(5 Close Support Battalion REME)
  - 왕립전자기계공병대 제6근접지원대대(6 Close Support Battalion REME)
  - 왕립전자기계공병대 제7항공지원대대(7 Aviation Support Battalion REME)

- 왕립육군의무군단(Royal Army Medical Corps)
  - 제1기갑의무연대(1st Armoured Medical Regiment)
  - 제2의무연대(2nd Medical Regiment)
  - 제3의무연대(3 Medical Regiment)
  - 제4기갑의무연대(4 Armoured Medical Regiment)
  - 제5기갑의무연대(5 Armoured Medical Regiment)
  - 제16의무연대(16 Medical Regiment)
  - 제225의무연대(225 Medical Regiment)
  - 제253의무연대(253 Medical Regiment)
  - 제22야전병원(22 Field Hospital)
  - 제33야전병원(33 Field Hospital)
  - 제34야전병원(34 Field Hospital)
  - 제254의무연대(254 Medical Regiment)
- 왕립육군치과군단(Royal Army Dental Corps)
- 알렉산드라 왕대비 왕립육군간호군단(Queen Alexandra's Royal Army Nursing Corps)
- 왕립육군수의군단(Royal Army Veterinary Corps)
  - 제1군사사역견연대(1st Military Working Dog Regiment)
- 부관감군단(Adjutant General's Corps; AGC)
  - 직원인사부(Staff and Personnel Branch; SPB)
  - 교육훈련임무부(Education and Training Services Branch)
  - 육군법무임무부(Army Legal Services Branch)
  - 헌병부(Provost Branch)
    - 군사헌병참모부(Military Provost Staff; MPS)
    - 왕립군사경찰(Royal Military Police; RMP)
    - 군사헌병대임무부(Military Provost Guard Service; MPGS)

기타
- 왕립육군체육군단(Royal Army Physical Training Corps)
- 육군음악군단(Corps of Army Music)
- 왕립육군군목부(Royal Army Chaplains' Department)
- 소화기교육군단(Small Arms School Corps)

### 사단급
사단은 3-4개의 여단이 모여 총원 20000여명으로 이루어지는 부대이며, 2성장군이 사단장으로 보임한다. 현재 영국 육군에는 즉시 배치, 작전에 투입될 수 있는 완편사단이 2개 있다.
- 제1사단(1st (United Kingdom) Division)
  - 제4보병여단(4th Infantry Brigade)
  - 제7보병여단(7th Infantry Brigade)
  - 제11보병여단(11th Infantry Brigade)
  - 제38(아일랜드)보병여단(38th (Irish) Infantry Brigade)
  - 제51보병여단(51st Infantry Brigade)
  - 제160(웨일스)여단(160th (Wales) Brigade)
  - 제102병참여단(102 Logistic Brigade)

- 제3사단(3rd (United Kingdom) Division)
  - 제1기갑보병여단(1st Armoured Infantry Brigade)
  - 제12기갑보병여단(12th Armoured Infantry Brigade)
  - 제20기갑보병여단(20th Armoured Infantry Brigade)
  - 제101병참여단(101 Logistic Brigade)
  - 왕립 웨식스 요먼대(Royal Wessex Yeomanry)

완편사단과 별개로 보병연대들을 유형 또는 모집 지역에 따라 묶어 분류하는 행정사단이 5개 있다.
- 스코틀랜드 사단(Scottish Division)
  - 정규군
    - 왕립 스코틀랜드 연대 제1대대 왕립 스코트인 국경병대(Royal Scots Borderers, 1st Battalion, Royal Regiment of Scotland)
    - 왕립 스코틀랜드 연대 제2대대 왕립 하일랜드 수발총병대(Royal Highland Fusiliers, 2nd Battalion, The Royal Regiment of Scotland)
    - 왕립 스코틀랜드 연대 제3대대 흑색감시병대(Black Watch, 3rd Battalion, Royal Regiment of Scotland)
    - 왕립 스코틀랜드 연대 제4대대 하일랜더(The Highlanders, 4th Battalion, Royal Regiment of Scotland)
    - 왕립 스코틀랜드 연대 제5대대 아가일 서덜랜드 하일랜더 발라클라바 중대(Balaklava Company, The Argyll and Sutherland Highlanders 5th Battalion, Royal Regiment of Scotland)

  - 예비군
    - 왕립 스코틀랜드 연대 제6대대 제52로랜드(52nd Lowland, 6th Battalion, Royal Regiment of Scotland)
    - 왕립 스코틀랜드 연대 제7대대 제51하일랜드(51st Highland, 7th Battalion, Royal Regiment of Scotland)
- 국왕사단(King's Division)
  - 정규군
    - 랭커스터 공작 연대 제1, 2대대(1st & 2nd Battalions, The Duke of Lancaster's Regiment)
    - 요크셔 연대 제1, 2대대(1st & 2nd Battalions, The Yorkshire Regiment)
    - 머시아 연대 제1, 2대대(1st and 2nd Battalions, the Mercian Regiment)

  - 예비군
    - 랭커스터 공작 연대 제4대대(4th Battalion, The Duke of Lancaster's Regiment)
    - 요크셔 연대 제4대대(4th Battalion, The Yorkshire Regiment)
    - 머시아 연대 제4대대(4th Battalion, the Mercian Regiment)
- 왕비사단(Queen's Division)
  - 정규군
    - 왕세자왕립연대 제1, 2대대(1st and 2nd Battalions, Princess of Wales's Royal Regiment)
    - 왕립수발총병연대 제1대대(1st Battalion Royal Regiment of Fusiliers)
    - 왕립 앵글인 연대 제1, 2대대(1st and 2nd Battalions, Royal Anglian Regiment)

  - 예비군
    - 왕세자왕립연대 제3대대(3rd Battalion, Princess of Wales's Royal Regiment)
    - 왕립수발총병연대 제5대대(5th Battalion, Royal Regiment of Fusiliers)
    - 왕립 앵글인 연대 제3대대(3rd Battalion, Royal Anglian Regiment)
- 웨일스 왕세자사단(Prince of Wales' Division)
  - 정규군
    - 머시아 연대 제1, 2대대(1st and 2nd Battalions, the Mercian Regiment)
    - 왕립 웨일스대 제1대대(1st Battalion, the Royal Welsh)
    - 왕립 아일랜드 연대 제1대대(1st Battalion, the Royal Irish Regiment)

  - 예비군
    - 머시아 연대 제4대대(4th Battalion, the Mercian Regiment)
    - 왕립 웨일스대 제3대대(3rd Battalion, the Royal Welsh)
    - 왕립 아일랜드 연대 제2대대(2nd Battalion, the Royal Irish Regiment)
- 근위사단(Guards Division)
  - 정규군
    - 근위척탄병대 제1대대(1st Battalion, Grenadier Guards)
    - 근위척탄병대 네이메헌 중대(Nijmegen Company, Grenadier Guards)
    - 콜트스트림 근위대 제1대대(1st Battalion, Coldstream Guards)
    - 콜드스트림 근위대 제7중대(No 7 Company, Coldstream Guards)
    - 스코트인 근위대 제1대대(1st Battalion, Scots Guards)
    - 스코트인 근위대 F중대(F Company, Scots Guards)
    - 아일랜드인 근위대 제1대대(1st Battalion, Irish Guards)
    - 웨일스인 근위대 제1대대(1st Battalion, Welsh Guards)

  - 예비군
    - 런던 연대(London Regiment)

### 여단급
여단은 3-4개 대대가 모여 총원 5,000 명 정도로 이루어지는 부대다. 여단장에는 1성장군이 부임한다.
- 제4보병여단 동북본부(4th Infantry Brigade and Headquarters North East): 주둔지 캐터릭
  - 정규군
    - 경용기병대(Light Dragoons; LD): 주둔지 캐터릭
    - 랭커스터 공작 연대 제2대대(2nd Battalion, The Duke of Lancaster's Regiment): 주둔지 위턴
    - 요크셔 연대 제2대대(2nd Battalion, Yorkshire Regiment): 주둔지 캐터릭

  - 예비군
    - 여왕소유 요먼대(Queen's Own Yeomanry): 주둔지 뉴캐슬
    - 랭커스터 공작 연대 제4대대(4th Battalion, The Duke of Lancaster's Regiment): 주둔지 프레스턴
    - 요크셔 연대 제4대대(4th Battalion, Yorkshire Regiment): 주둔지 요크
- 제7보병여단 동부본부(7th Infantry Brigade and Headquarters East): 주둔지 체트윈드
  - 정규군
    - 제1왕비근위용기병대(1st Queen's Dragoon Guards): 주둔지 스완튼 모를리
    - 왕립 앵글인 연대 제1대대(1st Battalion, Royal Anglian Regiment): 주둔지 울위치
    - 왕립 앵글인 연대 제2대대(2nd Battalion, Royal Anglian Regiment): 주둔지 코테스모어
    - 왕립 아일랜드 연대 제1대대(1st Battalion, Royal Irish Regiment): 주둔지 테른힐

  - 예비군
    - 왕립 요먼대(Royal Yeomanry): 주둔지 런던
    - 왕세자비왕립연대 제3대대(3rd Battalion, Princess of Wales's Royal Regiment): 주둔지 캔터베리
    - 왕립 앵글인 연대 제3대대(3rd Battalion, Royal Anglian Regiment): 주둔지 버리세인트에드먼즈
    - 왕립 아일랜드 연대 제2대대(2nd Battalion, Royal Irish Regiment): 주둔지 리스번
- 제11보병여단 동남본부(11th Infantry Brigade and Headquarters South East)
  - 정규군
    - 왕립 구르카 소총병대 제1대대(1st Battalion, Royal Gurkha Rifles): 주둔지 숀클리프
    - 웨일스인 근위대 제1대대(1st Battalion, Welsh Guards): 주둔지 피어브라이트

  - 예비군
    - 왕립 웨일스대 제3대대(3rd Battalion, Royal Welsh): 주둔지 카디프
    - 근위척탄병대 제1대대(1st Battalion, Grenadier Guards): 주둔지 앨더숏
    - 런던 연대(London Regiment): 주둔지 웨스트민스터
- 제38(아일랜드)여단(38th (Irish) Brigade)
  - 정규군
    - 왕립 스코틀랜드 연대 제1대대(1st Battalion, Royal Regiment of Scotland): 주둔지 벨파스트
    - 소총병대 제2대대(2nd Battalion, The Rifles): 주둔지 리스번

  - 예비군
    - 소총병대 제7대대(7th Battalion, The Rifles): 주둔지 리딩

- 제42보병여단 서북본부(42nd Infantry Brigade and Headquarters North West): 주둔지 프레스턴
  - 정규군
    - 랭커스터 공작 연대 제2대대(2nd Battalion, Duke of Lancaster's Regiment): 주둔지 위턴
    - 머시아 연대 제2대대(2nd Battalion, Mercian Regiment): 주둔지 체스터

  - 예비군
    - 랭커스터 공작 연대 제4대대(4th Battalion, Duke of Lancaster's Regiment): 주둔지 프레스턴
    - 머시아 연대 제4대대(4th Battalion, Mercian Regiment): 주둔지 울버햄턴

- 제51보병여단 스코틀랜드 본부(51st Infantry Brigade and Headquarters Scotland): 주둔지 스틸링
  - 정규군
    - 왕립 스코트인 근위용기병대(Royal Scots Dragoon Guards)
    - 왕립 스코틀랜드 연대 제2대대(2nd Battalion, Royal Regiment of Scotland): 주둔지 에든버러
    - 왕립 스코틀랜드 연대 제3대대(3rd Battalion, Royal Regiment of Scotland): 주둔지 조지 요새
    - 왕립 스코틀랜드 연대 발라클라바 중대(Balaklava Company, Royal Regiment of Scotland)
    - 소총병대 제3대대(3rd Battalion, The Rifles): 주둔지 에든버러

  - 예비군
    - 스코틀랜드 북아일랜드 요먼대(Scottish and North Irish Yeomanry): 주둔지 에든버러
    - 왕립 스코틀랜드 연대 제6대대(6th Battalion, Royal Regiment of Scotland): 주둔지 글래스고
    - 왕립 스코틀랜드 연대 제7대대(7th Battalion, Royal Regiment of Scotland): 주둔지 퍼스
    - 왕립 수발총병연대 제5대대(5th Battalion, Royal Regiment of Fusiliers): 주둔지 뉴캐슬
- 제160보병여단 웨일스 본부(160th Infantry Brigade and Headquarters Wales): 브레콘
  - 정규군
    - 소총병대 제1대대(1st Battalion, The Rifles): 쳅스토

  - 예비군
    - 소총병대 제6대대(6th Battalion, The Rifles): 주둔지 엑세터

- 제1기갑보병여단(1st Armoured Infantry Brigade): 주둔지 티드워스
  - 정규군
    - 왕실기병연대(Household Cavalry Regiment; HCR)
    - 왕립전차연대(Royal Tank Regiment; RTR)
    - 왕립 수발총병연대 제1대대(1st Battalion, Royal Regiment of Fusiliers)
    - 머시아 연대 제1대대(1st Battalion, Mercian Regiment)
    - 소총병대 제3대대(3rd Battalion, The Rifles)
    - 왕립 수발총병연대 제5대대(5th Battalion, Royal Regiment of Fusiliers)

  - 예비군
    - 머시아 연대 제4대대(4th Battalion, The Mercian Regiment)
    - 왕립 웨식스 요먼대(The Royal Wessex Yeomanry; RWxY)

- 제12기갑보병여단(12th Armoured Infantry Brigade): 주둔지 불퍼드
  - 왕립창기병대(Royal Lancers; RL)
  - 국왕왕립검기병대(King's Royal Hussars; KRH)
  - 요크셔 연대 제1대대(1st Battalion, The Yorkshire Regiment)
  - 왕립 웨일스대 제1대대(1st Battalion, The Royal Welsh)
  - 스코트인 근위대 제1대대(1st Battalion, Scots Guards)

- 제20기갑보병여단(20th Armoured Infantry Brigade)
  - 왕립근위용기병대(Royal Dragoon Guards; RDG)
  - 왕비왕립검기병대(Queen's Royal Hussars; QRH)
  - 왕세자비왕립연대 제1대대(1st Battalion, Princess of Wales's Royal Regiment)
  - 왕립 스코틀랜드 연대 제4대대(4th Battalion, Royal Regiment of Scotland)
  - 소총병대 제5대대(5th Battalion, The Rifles)

- 제16공중강습여단(16 Air Assault Brigade): 주둔지 콜체스터
  - 정규군
    - 선도소대(Pathfinder Platoon): 주둔지 콜체스터
    - 제216낙하산통신대대(216 Parachute Signal Squadron): 주둔지 콜체스터
    - 낙하산연대 제2대대(2nd Battalion, Parachute Regiment): 주둔지 콜체스터
    - 낙하산연대 제3대대(3rd Battalion, Parachute Regiment): 주둔지 콜체스터
    - 왕립 구르카 소총병대 제2대대(2nd Battalion, Royal Gurkha Rifles): 주둔지 포크스턴
    - 왕립기마포병대 제7낙하산연대(7th Parachute Regiment Royal Horse Artillery; 7 Para RHA): 주둔지 콜체스터
    - 제23낙하산공병연대(23 Parachute Engineer Regiment): 주둔지 우드브리지
    - 왕립전자기계공병대 제7공중강습대대(7 Air Assault Battalion Royal Electrical and Mechanical Engineers): 주둔지 워티셤
    - 왕립병참군단 제13공중강습지원연대(13 Air Assault Support Regiment Royal Logistic Corps): 주둔지 콜체스터
    - 왕립육군의무군단 제16의무연대(16 Medical Regiment Royal Army Medical Corps): 주둔지 콜체스터

  - 예비군
    - 낙하산연대 제4대대(4th Battalion, Parachute Regiment): 주둔지 퍼지